# 会计制度
会计制度规范会计业务处理的规章及办法，强调业务处理，内容很详细，相对与会计准则它很微观。

## 相關內容
- 簿記系統 指由商業活動發生至財務報表產生之間的編寫。
- 會計憑證是記錄經濟業務並據以登記會計賬簿的書面憑證。可分為原始憑證和記賬憑證二種，由原始憑證編製記賬憑證，又根據"記賬憑證"，登入賬簿。
- 會計賬簿系統，包括總賬，及分類賬。
- 會計科目 分類，包括銷售收入、生產成本、折舊、資本、固定資產、應收賬款、應付賬款....等等科目及子科目。
- 財務報表內容格式及其會計附註。
- 會計準則是依據國家法訂，或是國際認可標準。

## 外参考
- 中国的会计改革与发展的不平路